# Mou Zongsan
Mou Zongsan (ur. 12 czerwca 1909, zm. 12 kwietnia 1995) – chiński filozof, reprezentant neokonfucjanizmu.

## Życiorys
Pochodził z prowincji Shandong, studia filozoficzne ukończył na Uniwersytecie Pekińskim. Swoją pierwszą rozprawę opublikował jeszcze w trakcie studiów. Po przejęciu władzy w Chinach przez komunistów w 1949 roku uciekł na Tajwan. W 1960 roku osiadł w Hongkongu, gdzie wykładał na Chinese University of Hong Kong.
Jego poglądy wywodziły się z idealistycznej szkoły Lu-Wanga, usiłował jednak znieść tradycyjny dualizm między nią a doktryną Zhu Xi. Dowodził, iż w istocie istniała jeszcze „trzecia szkoła”, reprezentowana przez Hu Honga i Liu Zongzhou, bezpośrednio kontynuująca nauczanie wczesnych neokonfucjanistów. Z zachodnich filozofów wpływ na jego myśl wywarły dzieła logiczne Russella i Wittgensteina oraz metafizyka Kanta. Wskazywał na zbieżność konfucjańskiego i kantowskiego nauczania o moralności, krytykował jednak filozofa z Królewca za zredukowanie najwyższego dobra jedynie do postulatu rozumu praktycznego, dowodząc iż istnieje ono immanentnie w świecie. Mou wskazywał na potrzebę reformy moralności, która doprowadzi do narodzin „trzeciego konfucjanizmu”, w odróżnieniu od „pierwszego konfucjanizmu” starożytnych i „drugiego konfucjanizmu” epok Song i Ming nie koncentrującego się jedynie na wewnętrznej przebudowie człowieka, lecz obejmującego także sfery polityki i nauki.